# Hydrobiosella bispina
Hydrobiosella bispina là một loài Trichoptera trong họ Philopotamidae. Chúng phân bố ở miền Australasia.